# Вашер синій
Вашер синій (Molothrus bonariensis) — вид горобцеподібних птахів родини трупіалових (Icteridae). Поширений в Америці. Гніздовий паразит, який відкладає яйця у гнізда інших видів птахів.

## Поширення
Вид поширений в Південній Америці, на Антильських островах та у Флориді. У 1994 році синього вашера вперше зафіксували на Багамах (на острові Північний Андрос). Раніше, в 1982 році, його вперше виявили на Кубі, в 1973 році в Домініканській Республіці, а в 1955 році в Пуерто-Рико. У 1985 році був зроблений перший запис на материковій частині Північної Америки. До 1993 року представники M. bonariensis були помічені в кількох штатах США, включаючи Флориду (1985), Джорджію, Луїзіану, Північну Кароліну, Оклахому, Техас і Мен. 27 травня 1996 року була зроблена перша заява щодо Мексики: птаха спостерігали в Селестуні на півострові Юкатан. Представники M. bonariensis не зустрічаються в деяких частинах Амазонії, але його ареал у цьому регіоні збільшується з вирубкою лісів.

## Підвиди
Виділяють сім підвидів:
- Molothrus bonariensis bonariensis (Gmelin, 1789) — східна та південна Бразилія, східна Болівія, Парагвай, Уругвай, Аргентина та інтродукований у Чилі;
- Molothrus bonariensis cabanisii (Cassin, 1866) — Східна Панама, Західна Колумбія, Східні Анди та Південно-Східна Колумбія;
- Molothrus bonariensis aequatorialis (Chapman, 1915) — південно-західна Колумбія, західний Еквадор, Гуаякіль і острів Пуна;
- Molothrus bonariensis occidentalis (Berlepsch and Stolzmann, 1892) — крайній південний захід Еквадору, захід Перу та північ Чилі;
- Molothrus bonariensis venezuelensis (Stone, 1891) — Східна Колумбія і Північна Венесуела;
- Molothrus bonariensis minimus (Dalmas, 1900) — Малі Антильські острови, Тобаго, Тринідад, Гвіана, крайня північ Бразилії, Вест-Індія , Карріаку, Пуерто-Рико, Еспаньйола (Домініканська Республіка та Гаїті), Куба та Флорида;
- Molothrus bonariensis riparius (Griscom and Greenway, 1937) — нижня долина Амазонки та східне Перу.

## Опис
Довжина тіла 17–21,5 см. Представники окремих підвидів істотно відрізняються за розмірами. Найменшими є представники M. b. minimus, де самці досягають середньої ваги 39 г, а самиці 32 г, а найбільшими є птахи підвиду M. b. cabanisii — середня маса тіла самців 64 г, самиці — 56 г. Птахи номінального підвиду середні за масою (в середньому 56 г для самців і 45,6 г для самиць). В оперенні спостерігається статевий диморфізм. Самці переважно чорні з багряно- або синьо-зеленими переливами на крилах і, злегка, на хвості, найінтенсивніше на голові, шиї та грудях. Оперення самиць переважно від сірого до коричнево-сірого, з більш блідою нижньою стороною. Зазвичай за оком є світла смужка, більш помітна у самиць підвидів M. b. aequatorialis і M. b. occidentalis. Самці M. b. occidentalis, як правило, найяскравіші з усіх вашерів, зі світло-сірим нижньою стороною, вкритою неправильними попелястими смугами. Дзьоб тонкий, конічної форми.